# Виды, для оценки угрозы которым недостаточно данных
Виды, для оценки угрозы которым недостаточно данных, или недостаток данных (англ. Data Deficient, DD), — одна из категорий Международного союза охраны природы (МСОП, IUCN).
Категория, применяемая МСОП, когда имеющейся информации недостаточно для надлежащей оценки охранного статуса и для того, чтобы была определена оценка риска исчезновения вида. Таксон, отнесённый к этой категории, может быть достаточно хорошо изучен, но при этом не хватает современных актуальных данных о численности популяции и ареала. Категория «Недостаток данных» не является категорией угрозы исчезновения. Включение таксона в данную категорию указывает, что требуется больше информации о состоянии вида.
На схеме категорий МСОП категория «Виды, для оценки угрозы которым не хватает данных» не выделена в отдельную группу или видовую категорию, поскольку предоставить информацию невозможно.
МСОП рекомендует немедленно исследовать виды, к которым относят данный статус, поскольку они могут быть под угрозой исчезновения.